# Cadmiumselenid
Cadmiumselenid, CdSe, ist das Cadmiumsalz des Selenwasserstoffs. Der rote Feststoff kristallisiert in einer hexagonalen Wurtzitstruktur, unter hohem Druck ist auch eine metastabile Form in Natriumchlorid-Struktur bekannt. Die Verbindung wird wegen ihrer Verwendung als Rotpigment auch als Cadmiumrot bezeichnet. Cadmiumselenid ist ein Halbleiter, genauer gesagt ein II-VI-Verbindungshalbleiter. Aufgrund der Giftigkeit der Verbindung findet es als Halbleitermaterial in der Elektronik kaum Verwendung. Cadmiumselenid ist für Infrarot-Licht transparent, weshalb es gelegentlich als Fenstermaterial in IR-Anwendungen benutzt wird. Cadmiumselenid weist bei einer Wellenlänge von 730 nm die maximale Empfindlichkeit auf.
In der Natur ist Cadmiumselenid als sehr selten vorkommendes Mineral Cadmoselit zu finden.

## Nanokristalle
In der Forschung sind Nanopartikel aus Cadmiumselenid im Fokus vieler Forschungsgruppen. Cadmiumselenid ist eines der meistuntersuchten Systeme aus Nanokristallen. Cadmiumselenid-Nanokristalle können in makroskopischen Mengen mit sehr geringer Dispersionsgröße hergestellt werden.
Die dreidimensionale räumliche Begrenzung der Ladungsträger führt zu einer Diskretisierung der elektronischen Energieniveaus, was als Größenquantisierungseffekt bezeichnet wird. Solche quasi nulldimensionalen Festkörperstrukturen werden Quantenpunkte genannt. Das Besondere an diesen Nanokristallen ist, dass in diesen Dimensionen die Größe des Kristalls und nicht die physikalische Zusammensetzung die Bandlückenenergie dieses Halbleiters bestimmt. Schon durch eine geringe Größenänderung von 10 zu 100 Å verändert sich die Energiedifferenz so, dass durch UV-induzierte Fluoreszenz die Wellenlänge des emittierten Lichts von blau nach rot verschoben wird. Je kleiner das Partikel ist, desto kleiner ist auch die ausgestrahlte Wellenlänge. Diese Größenquantisierungseffekte treten besonders stark auf, weil diese Dimensionen die Größe eines gebundenen Elektron-Loch-Paares (Exziton) unterschreiten.
Allerdings treten bei diesen Dimensionen zusätzlich Effekte an der Oberfläche des Kristalls auf, da sich schon etwa ein Drittel der Atome an der Oberfläche und somit nicht mehr in einem regelmäßigen Gitterverband befindet. Wenn man an der Oberfläche andere Halbleiter aufwächst, lassen sich Oberflächenfehlstellen gezielt manipulieren. Dadurch lässt sich z. B. die Quantenausbeute erhöhen und die Photostabilität verbessern. Durch Stabilisatormoleküle, wie z. B. TOPO, lassen sich diese Nanokristalle auch an verschiedene (polare und unpolare) Lösungsmittel anpassen.
Insbesondere die über die Partikelgröße einstellbare Fluoreszenzfarbe lassen Cadmiumselenid-Nanopartikel für eine Reihe von Applikationen, wie beispielsweise als Biomarker für In-vitro-Anwendungen oder als Lichtumwandler in Solarzellen, recht vielversprechend aussehen.

## Anwendungen

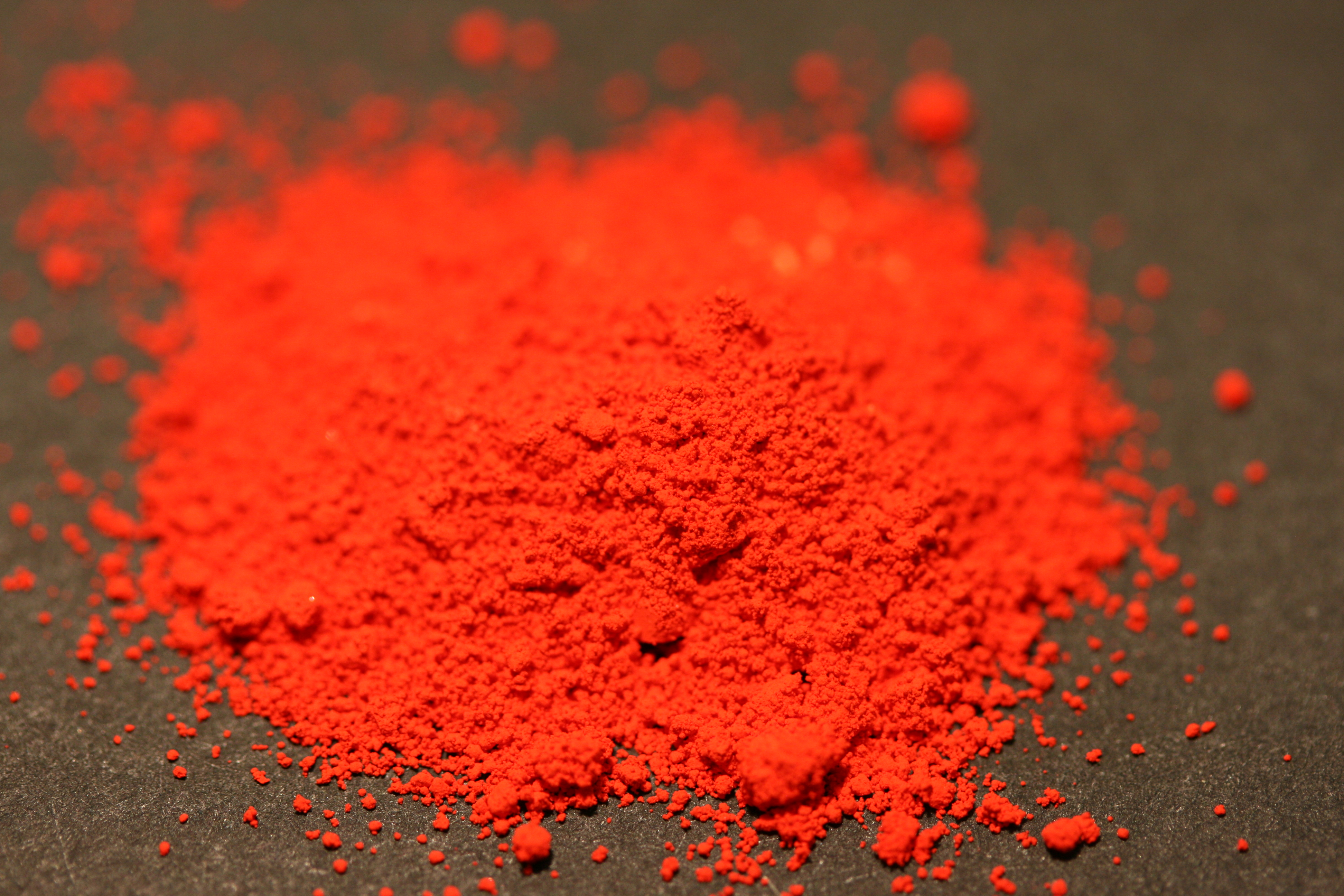
Cadmiumrot-Pigment

Cadmiumrot wird trotz erheblicher toxikologischer und ökologischer Bedenken nach wie vor in Künstlerfarben verwendet. Reines Cadmiumrot hat wegen seiner braun-schwarzen Farbe keine Bedeutung als Pigment. In der Praxis vermischt man es mit Cadmiumsulfid (Cadmiumgelb). Mit steigendem Anteil an Cadmiumselenid verändert das Pigmentgemisch seine Farbe von Orange über Rot zu Dunkelrot. Fabrikatorisch wurde es erstmals 1910 hergestellt und konnte den nicht ganz so beständigen Cinnabarit (Zinnober), also Quecksilbersulfid, ersetzen, den es an Farbreinheit übertrifft.
Weitere Anwendungen waren unter anderem die Verwendung als Farbstoffkomponente für Tätowierungen oder als helligkeitsempfindliche Beschichtung in elektrischen Fotowiderständen, bis dieses im Rahmen der RoHS-Richtlinien im Handel verboten wurde. Im Juni 1991 wurde die EG-Richtlinie 91/338/EWG verabschiedet, die ein Cadmiumverbot für Stabilisatoren, Pigmente und galvanische Beschichtungen für bestimmte Anwendungen vorsieht.